# Neukarlshof
Neukarlshof ist ein Wohnplatz in der Gemeinde Neulewin im Landkreis Märkisch-Oderland in Brandenburg. Neukarlshof stellt typisch die Siedlung eines Niederungshufenweilers in einem Binnenpolder (Oderbruch) aus der Nachgründungsphase der friederizianischen Binnenkolonisation in Preußen dar.

## Geographische Lage
Geographisch liegt Neukarlshof im Oderbruch, einem ursprünglichen Stromspaltungsgebiet der unteren Oder. Dieser Teil des Oderbruchs – der nördliche, tiefer liegende – wird als Niederbruch bezeichnet. Für den vierseitig umgrenzten Bereich, durch den Oderstrom im Osten, durch die Güstebieser Alte Oder (Alte Oder) im Süden (hier liegt Neukarlshof), durch die Wriezener Alte Oder im Westen und durch die „Insel Neuenhagen“ im Norden, wird auch der Begriff „Mittelbruch“ benutzt. Mit der Umleitung der Oder und Eindeichung dieses Bereiches kann auch von einem Binnenpolder gesprochen werden.
Neukarlshof liegt zwischen Karlshof (1 km westlich) und dem Beginn des Oderstromes („Neuer-Oder-Canal“) (Stromkilometer 645,8) bei Güstebieser Loose (3,0 km östlich). Die Höhenlage beträgt ca. 6,00 bis 6,50 m über NN, bei einer Distanz zur Ostsee von ca. 130 km (Luftlinie Swinemünde).

## Geschichte

### Historische Situation vor Gründung bis Mitte 18. Jahrhundert
Das Niederbruch war noch mehr als das Oberbruch von Überschwemmungen betroffen, so dass sich nur an wenigen bevorzugten Stellen Siedlungen behaupten konnten. Diese lagen zu beiden Seiten des mittelalterlichen Flusslaufes. Der östliche Hauptarm – stromabwärts von Güstebiese betrachtet – floss so, dass er die slawischen Dörfer Alt-Reetz und Alt-Wustrow an seiner Nordseite und die Dörfer Alt-Mädewitz und Alt-Wriezen an seiner Südseite ließ. Dies ist auch die spätere Abgrenzung zwischen Neumark und Kurmark. Heute fließt der östliche Hauptarm südlich an Altwriezen vorbei.
Ab Mitte des 13. Jahrhunderts entstand mit der Ausdehnung des Kurfürstentums Brandenburg nach Osten die Neumark. Dieser Bereich lag jenseits der Oder (rechtes Ufer) und wurde deshalb auch als „trans oderana“ bezeichnet.
Die geographische Zuordnung der historischen Eigentumsverhältnisse der Region um Neukarlshof orientierte sich auf die östlichen Hänge des Oderbruchs. Vorrangiger Ort ist Güstebiese, das im 14. Jahrhundert in den Besitz der brandenburgischen Kurfürsten gelangte. Diese verkauften Ort und Ländereien 1460 an die Johanniter. Die Güstebieser Feldmark wurde dann von der Johanniterkomturei Grüneberg (Neumark) bewirtschaftet. Mit der Unterwerfung der Johanniter (nach 1544) unter die Kurfürsten begann der Einfluss der Hohenzollern, die dann auch häufig die Herrenmeister stellten - 1753 durch die Nebenlinie Brandenburg-Schwedt.

### Preußische Binnenkolonisation im Oderbruch ab 1753
Aus der Grenzlage (deutsch – slawisch – polnisch) und der naturräumlich bedingten, schwer beherrschbaren Abseitslage gewann das Oderbruch erst mit der Binnenkolonisation der Preußenkönige an Bedeutung. Nach vergeblichen Anläufen unter Friedrich Wilhelm I. erfolgte die Urbarmachung und Trockenlegung unter Friedrich II. ab 1747 mit der Umleitung der Oder und Fertigstellung des „Neuen-Oder-Canals“ 1753.
Nach dem Retzowschen Ansiedlungsplan (Plan des Oderetablissements) von 1752 sollten vier Institutionen die Neugründungen organisieren: 1. das preußische Königshaus (z. B. Königlich-Neu-Reetz, preuß. König, 1755), 2. der Johanniterorden, vertreten durch den Herrenmeister des Ordens (z. B. Karlshof, Markgraf Brandenburg-Schwedt, 1754/56), 3. der Adel (z. B. Adelig-Neu-Reetz, von Sack, 1756), 4. die Städte (z. B. Neu-Kietz, Stadt Wriezen, 1755). Neukarlshof ist als Folgegründung in die Gruppe 2 einzuordnen.

### Johannitervorwerk Karlshof 1754
Neukarlshof ist als Folgegründung des markgräflichen Vorwerkes Karlshof zu verstehen. Karlshof wurde 1754/56 als Vorwerk der Johanniterkomturei Grüneberg durch den Herrenmeister Markgraf Karl von Brandenburg-Schwedt (Enkel des Großen Kurfürsten) gegründet. Mit dem Tode des Markgrafen (1762) fiel das Gut an die Krone zurück und wurde verpachtet. Als Prinz August Ferdinand von Preußen (jüngster Bruder Friedrichs II.) 1769 Herrenmeister wurde ließ er Karlshof durch den Verwalter des Amtes Grüneberg Kammerrat Nicolaus Johannes mitbewirtschaften. Ab 1770 erhielt er das Gut in Erbpacht. Andere Bezeichnungen für das Rittergut sind Karls-Vorwerk oder Güstebieser Herrenwiese.
Der Markgraf ließ eine ganze Reihe von Etablissements (Kolonien) anlegen, die nach ihm benannt wurden, insgesamt 10 Siedlungen. In unmittelbarer Nähe zu Neukarlshof sind dies auf Güstebieser Feldmark, Karlsbiese (1755 / bis 1760 Neu-Güstebiese), auf Zäckericker Feldmark ist dies das Vorwerk Karlsplus (Ferdinandshof).

### Landarbeiterkolonie Neu-Carlshoff 1772
Nach der Brandkatastrophe von 1770 in Karlshof und Neuverpachtung (1771) an Kammerrat Johann Nicolaus Johannes wurde das Gut Karlshof wiederaufgebaut. Gleichzeitig wurde östlich davon eine Kolonie mit 6 Tagelöhnerhäusern angelegt. Neben der Wohnung bestand die Ausstattung aus ein bis zwei Morgen Land zur Selbstversorgung. Hauptsächlich waren die Bewohner aber verpflichtet auf dem Gut zu arbeiten. Diese Siedlung erhielt den Namen Neu-Carlshoff (Neukarlshof).
Die erste Schule für das Rittergut wurde in der Hälfte eines Büdnerhauses in Neukarlshof eingerichtet. Dort bestand sie bis 1806. Danach wurde die Schule nach Karlshof verlegt. Von den 195 Einwohnern beider Orte waren 1799 ein Großteil Kinder. Zu Beginn des 20. Jahrhunderts soll nochmal eine Schule im Ort bestanden haben.

### Brandkatastrophe und Wiederaufbau nach 1821
Durch ein Feuer wurden alle Häuser 1820/21 zerstört. Die Ansiedlung wurde unmittelbar danach wieder aufgebaut. Aus dieser Zeit sind noch einige Gebäude erhalten.

### Zwischen den Kriegen 1918 bis 1945
Mit den häufigen Eigentumswechseln nach dem Ersten Weltkrieg am Rittergut Karlshof änderten sich auch die Besitzverhältnisse in Neukarlshof. Vor dem Zweiten Weltkrieg, zuletzt ab dem 10. Mai 1926 gehörte die Siedlung mit Ländereien der „Oderbruch Zucker Akt.-Ges.“ mit Sitz in Wriezen, die die Zuckerfabrik in Thöringswerder besaß, zu der wiederum die Güter Thöringswerder, Emilienhof und Karlshof gehörten. Danach wurden einzelne Hausstellen verkauft. Neben der landwirtschaftlichen Tätigkeit, in Anstellung oder Selbstverantwortung, gab es als Berufe auch Deicharbeiter und Oderschiffer.
Am 16. April 1945 wurde die Siedlung zu Beginn der Schlacht um Berlin aus dem Brückenkopf Karlsbiese/Kienitz von polnischen Truppen (4. Schweres Panzerregiment / 1. Weißrussische Front) auf dem Weg nach Wriezen erobert. Verteidigungsstellungen im Ort führten dazu, dass einige Häuser durch Granateinwirkung stark in Mitleidenschaft gezogen wurden. Die Bewohner waren zuvor geflohen und treckten teilweise bis ins Mecklenburgische (Parchim), kehrten aber wieder zurück.
Bis 1945 gehörte Neukarlshof zum Kreis Königsberg in der Neumark. Mit der neuen Staatsgrenze (Oder) zur VR Polen ist das Mittelbruch der einzige Teil der brandenburgischen Neumark, der auf deutschem Staatsgebiet verblieben ist.

### In der DDR nach 1945
Ab September 1945 wird der Grundbesitz der Zuckerfabrik (336 ha) gemäß "Verordnung zur Durchführung der Bodenreform" auch an Bewohner von N., aber auch an Neusiedler (tlw. Flüchtlinge) verteilt. Bis zur Zwangskollektivierung durch das „Gesetz über die landwirtschaftlichen Produktionsgenossenschaften vom 3. Juni 1959“ wurde bis Mitte 1960 in Neukarlshof noch selbständig Landwirtschaft betrieben. Danach brachten die Bewohner ihre Flächen und Maschinen in die LPG Pflanzenproduktion „Oderbruch“ in Neulewin und in die LPG Tierproduktion Güstebeiser Loose – Neulietzegöricke ein. Nach 1990 erfolgte durch das Landwirtschaftsanpassungsgesetz eine Neuordnung.

### Nach der „Wende“ ab 1990
Heute leben in Neukarlshof weniger als 20 Personen. Neukarlshof gehört zum Amt Barnim-Oderbruch mit Sitz in Wriezen.

## Siedlung

### Siedlungstyp
Siedlungsgeografisch ist Neukarlshof als ein „Niederungshufenweiler in einem Binnenpolder mit Deich als Orientierungs- und Erschließungsachse und rückwärtiger Flur“ zu bezeichnen. Die ursprüngliche einzeilige, deichbegleitende Bauweise (der Deich ist älter als der Wohnplatz) ist nach wie vor signifikant. Der Deich fasst hier die Nordseite der „Güstebieser-Alten-Oder“.
Die Länge des Ortes, gemessen am Deichfuß, beträgt ca. 250 m. Der Schnitt der Flurstücke im östlichen Teil entspricht teilweise noch den historischen Haushälften. Die typische Größe beträgt ca. einen Morgen (0,25 ha) mit ca. 10 m Parzellenbreite bei ca. 250 m Länge. Die heutige Parzellenstruktur zeigt an zwei weiteren geographisch markanten Punkten kleinere Parzellen (Bullenkaveln und Odervorland), jeweils in zwei Gruppen zu 14 Einheiten, wobei eine Gruppe vor dem Deich liegt. So wird für das Jahr 1914 von 14 Familien berichtet, die im Ort lebten. Die Anzahl der Doppelhäuser (6 DH 1772) und die Parzellenstruktur (14-er Gruppen) lässt also Rückschlüsse auf die Anzahl der Familien und die Bevölkerung zu. Es ist unklar, ob der westliche Teil der Siedlung aus der Gründungsphase oder aus der Zeit des Wiederaufbaus (1820/21) stammt.
Heute regelt eine Außenbereichssatzung die Bebaubarkeit nach §35 BauGB. Gewerbliche und gastronomische Infrastruktur ist nicht vorhanden, bzw. unzulässig. Im Jahr 2022 befanden sich hier 9 Gebäude. 
Die kirchliche Versorgung für die evangelische Konfession erfolgt durch die ev. Kirchengemeinde Niederes Oderbruch mit Dienstsitz in Neulietzegöricke. Neukarlshof verfügt über einen eigenen Kommunalfriedhof (Bestattungsbezirk Neulewin).

### Bebauung
Nach dem Dorfbrand von 1820/21 wurden die Gebäude neu aufgebaut. Von den neu aufgebauten Typenhäusern aus dieser Zeit sind mehrere Gebäude, allerdings verändert, erhalten.
Bei den Gebäuden handelt es sich um Doppel-Querflurhäuser, die „für zwei kleine Wirte“, also für zwei Landarbeiterfamilien vorgesehen waren. Eine Haushälfte verfügte über zwei Kammern, zwei Nebenräume und die Küche mit zusammen ca. 43 Quadratmetern. Das Dachgeschoss war nicht ausgebaut. Die Gesamtlänge beträgt ca. 13,75 m und die Breite 7,50 m. Hauptmerkmal sind die beiden, entlang der Spiegel-Quer-Achse durchgesteckten Flure, an deren Enden jeweils eine Haustür und eine Hoftür waren. Im Mittelabschnitt dieser Flure befand sich eine gemauerte Rauchküche (schwarze Küche), deren beide Herdstellen einen gemeinsamen Schlot hatten. Wegen der dünnen Wände wurden diese Häuser auch als „Zankhäuser“ bezeichnet.
Den Konstruktionstypus bezeichnet man als eingeschossige, zweifach ausgeriegelte Fachwerkkonstruktion von sechs Fensterachsen unter einem kombinierten Kehlbalkendach mit doppelt stehendem Stuhl als Rähmkonstruktion. Dachform ist das Satteldach. Baustoff war Kiefernholz. Die Gefache waren mit Lehmstaken ausgefacht, später ausgemauert. Die Häuser sind auf Findlingen gegründet.

## Natur und Kulturlandschaft

### Flusslandschaft, Gewässerunterhaltung und Hochwasserereignisse
Neukarlshof liegt nahe der Stelle bei Gozdowice (Güstebiese), wo der historische, östliche Hauptarm (Küstrin-Güstebiese-Wriezen-Bralitz-Oderberg) der Oder einen markanten Schwenk ausführte. Dies liegt begründet in den Ausläufern des Schäferberges (38 mNN, bei Schmettau 1763 „Gohrenberg“), dessen Sporn (Moräne) wie ein Prallhang wirkte und den Fluss entsprechend dem Hauptgefälle des Geländes in eine westliche Richtung (Wriezen) zwang. Dieser Punkt – „Große Krümme“ – heißt bei Fontane „Oderknie“.
Im Zusammenhang mit der Trockenlegung des Oderbruchs 1747 bis 1753 sind auch die Ufer der Alten Oder bedeicht worden. Das so entstandene Mittelbruch ist bis 1758 vollständig eingedeicht. Erst seit der Coupierung (endgültige Absperrung der „Alten Oder“) im Jahre 1832 fließt das Oderwasser vollständig durch den „Canal“ nach Norden. Ein Durchleitungsbauwerk bei der historischen Coupierungsstelle ermöglicht es seit 2009 den Pegel der „Güstebieser Alten Oder“ durch kontrollierten Zufluss anzuheben. Der am Ort vorbeifließende ursprüngliche Hauptarm verlandet seitdem. Der mittlere Wasserstand liegt hier bei 4,00 mNN. Die Deichhöhe in N. liegt bei 8,00 bis 9,00 mNN.
Die Unterhaltung der Gewässer, insbesondere der Hochwasserschutz, obliegt dem Gewässer- und Deichverband Oderbruch (GEDO) mit Sitz in Seelow. Er hat seinen Ursprung in der 1769 erlassenen „Königlich Preußischen Teich- und Ufer- auch Graben- und Wegeordnung in dem auf beiden Seiten der Oder, zwischen Zellin und Oderberg belegenen neu bewalleten und urbar gemachten Nieder-Bruchs“.
1947 war der Ort vom Hochwasser eingeschlossen und teilweise überflutet, wobei die Flut aus Nordwest kam (Karlshof/Neulietzegöricke). Der Pegel betrug ca. 6,30 mNN. Beim Oderhochwasser 1997 wurde der Ort sicherheitshalber evakuiert. Neukarlshof liegt nicht in einem Hochwasserrisikogebiet (APSFR). Daraus, dass Neukarlshof eher am östlichen, höheren Rand des Oderbruchs liegt, ergibt sich grundsätzlich eine etwas sichere Lage (Höhe) hinsichtlich einer Überflutungsgefahr.

### Kultur- und Naturlandschaft
Das Oderbruch wird vom Bundesamt für Naturschutz als „Landschaft mit hoher Bedeutung für das natürliche und kulturelle Erbe“ und als „historisch gewachsene Kulturlandschaft/Polderlandschaft“ eingestuft, wobei weniger der Aspekt Naturlandschaft, sondern mehr der Aspekt, als eine vom Menschen deutlich geformte Entwässerungslandschaft/Meliorationslandschaft Hauptbewertungsmaßstab ist (Landschafts ID 218). Für den historischen Fluss, die „Alte Oder“, ist im Bereich Neukarlshof über die Erhaltungszielverordnung „Alte Oderläufe im Oderbruch“ das Gebiet seit 2017 als „schutzwürdig und von gemeinschaftlicher Bedeutung“ definiert. Festsetzungen im Schutzsystem NATURA 2000 liegen nicht vor. Im Juni 2022 erhielt das Oderbruch das „European Heritage Label“.
Heutzutage wird die landschaftliche Situation in Neukarlshof vom Gegensatz „historischer Flußlauf und Großschläge der Agrarindustrie“ geprägt. Der hier anstehende Auengley (Klei/Lehm) ist zwar anspruchsvoll in der Bearbeitung (Minutenboden), aber sehr fruchtbar und erreicht hier in Neukarlshof Ackerzahlen bis 74.

## Verkehr
Die verkehrliche Erschließung erfolgte ursprünglich ausschließlich über einen Weg auf der Deichkrone von Karlshof bzw. Güstebieser Loose her. Über die alte Oder waren früher in diesem Abschnitt die nächsten Brücken bzw. Fähren bei Kerstenbruch und bei Karlsbiese. Ein kleiner Pfad an der Binnenseite des Deiches wurde im Zuge des Zweiten Weltkrieges durch Panzer befahren, dabei verbreitert und schließlich in den 1960er Jahren befestigt. Im Jahre 2001 wurde er zu einem 2-Spur-Plattenweg (Gemeindestraße) bis nach Karlshof ausgebaut. 1968 erfolgte der Anschluss nach Güstebieser Loose. Über die Haltestelle Kerstenbruch bestand zwischen 1911 und 1966 (Einstellung ÖPV) Anschluss an das Netz der Oderbruchbahn (Fürstenwalde-Wriezen). Eine weitere mittlerweile ebenfalls eingestellte Güterbahnverbindung war die 1927 gegründete Feldbahn zum Zuckerrübentransport von Karlshof nach Kerstenbruch. Der Ort liegt unweit des Oder-Neisse-Fahrradweges.